# Грчки пројект
Грчки пројект (рус. Греческий проект) је план руске императрице Катерине Велике из осамдесетих година 18. вијека за рјешавање источног питања дијељењем Османског царства између Руске Империје и Хабзбуршке монархије и враћањем Византијског царства на територији укључујући Константинопољ, Тракију, Македонију, бугарске земље и северну Грчку, на челу са својим унуком Константином Павловичем.
Планира се и стварање тампонске земље између Русије, Аустрије и нове државе под називом „Дачија”, која се поклапа са територијом данашње Румуније и којом управља кнез Григориј Потемкин, миљеник императрице. Катарина расправља о свом плану са царем Јозефом Хабзбуршким, али страхови других великих сила, посебно Француске и Велике Британије, блокирају његово остварење.
Евгениј Бугарски је главни саветник императрице и иницијатор грчког пројекта Катарине Велике. Након пада пројекта, многи Бугари су се прикључили Првом српском устанку.